# Joosia
Joosia es un género con 11 especies de plantas con flores perteneciente a la familia Rubiaceae.

## Especies deJoosia
- Joosia aequatoria Steyerm.
- Joosia dichotoma (Ruiz & Pav.) H.Karst.
- Joosia dielsiana Standl.
- Joosia longisepala L.Andersson
- Joosia macrocalyx Standl. ex Steyerm.
- Joosia multiflora L.Andersson
- Joosia obtusa L.Andersson
- Joosia oligantha L.Andersson
- Joosia pulcherrima Steere
- Joosia standleyana Steyerm.
- Joosia umbellifera H.Karst.